# Maika Monroe
Maika Monroe, född Dillon Monroe Buckley 29 maj 1993 i Santa Barbara, Kalifornien, är en amerikansk skådespelare och kitesurfare. Hon gjorde sin filmdebut i At Any Price. Därefter såg man henne i filmerna Labor Day, The Guest och It Follows där hon spelade som huvudrollen Jay. I augusti 2014 fick man veta att Monroe skulle spela som Ringer i filmen The 5th Wave.

## Filmografi (i urval)
| År   | Titel                         | Roll              | Anmärkning              |
| ---- | ----------------------------- | ----------------- | ----------------------- |
| 2012 | At Any Price                  | Cadence Farrow    |                         |
| 2013 | The Bling Ring                | Tjej på stranden  |                         |
| 2013 | Labor Day                     | Mandy             |                         |
| 2014 | The Guest                     | Anna Peterson     |                         |
| 2014 | It Follows                    | Jay               |                         |
| 2016 | The 5th Wave                  | Ringer            |                         |
| 2016 | Independence Day: Återkomsten | Patricia Whitmore |                         |
| 2017 | Hot Summer Nights             | McKayla           |                         |
| 2019 | Honungspojken                 | Sandra            |                         |
| 2022 | Watcher                       | Julia             |                         |
| 2022 | Significant Other             | Ruth              | även exekutiv producent |
| 2023 | God Is a Bullet               | Case Hardin       |                         |
| 2024 | Longlegs                      | Lee Harker        |                         |